# 古德倫

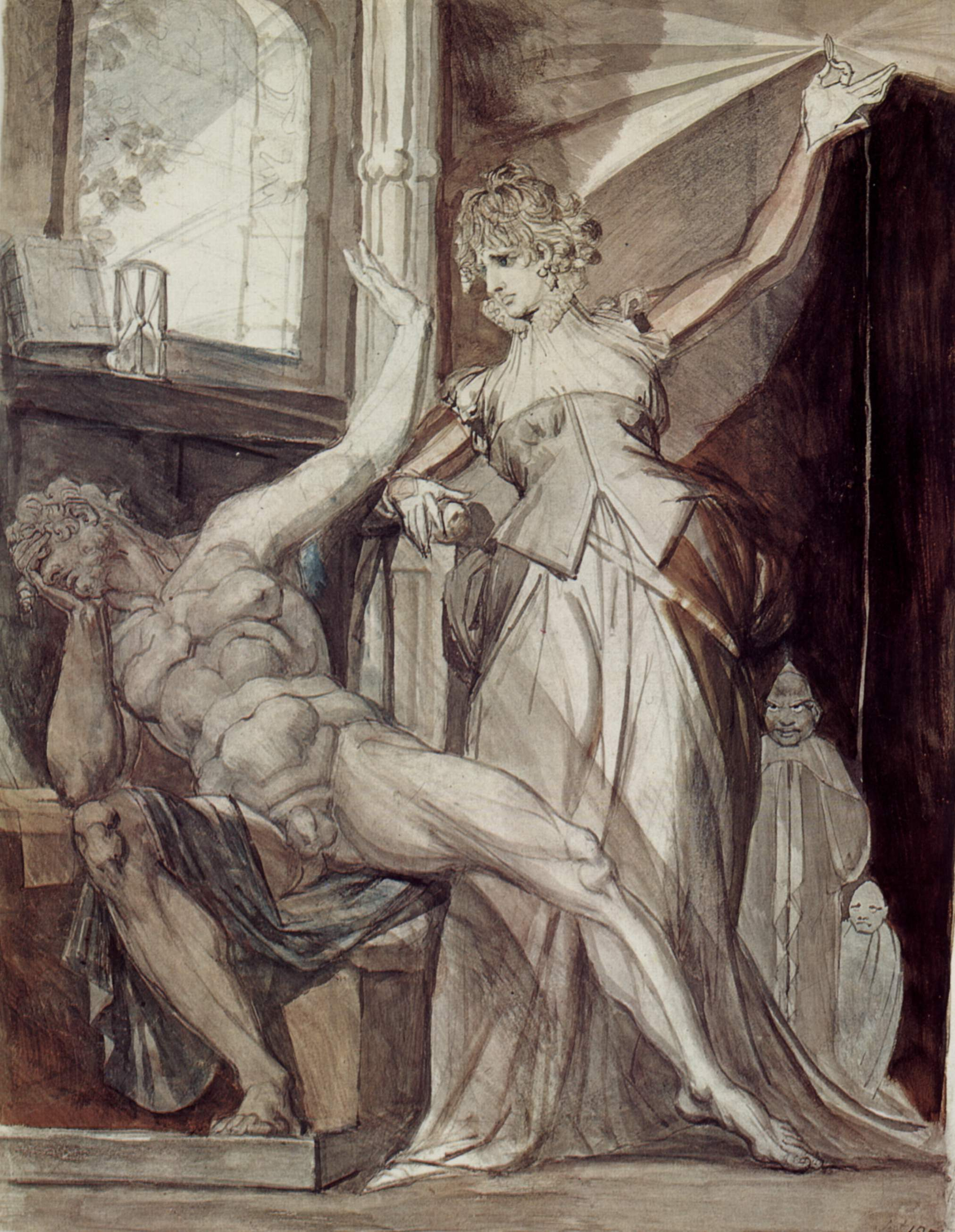
克里姆希尔德與鞏特爾，約翰·亨利希·菲斯利（Johann Heinrich Füssli）於1807年所畫。

古德倫（Gudrun，一譯谷德倫、古德隆恩）是日耳曼與斯堪的納維亞英雄傳說中的女主角；是西格蒙德 （Sigmund）之子齊格菲的妻子。她於中世紀中古高地德語史詩《尼伯龍根之歌》中稱作克里姆希尔德（Kriemhild，另譯克琳希德、克里姆希爾特），在華格納的歌劇《尼伯龍根的指環》中則稱作古魯特娜（Gutrune）。

## 北歐神話
在北歐神話中，古德倫是古恩納爾（Gunnar，另譯鞏特爾）的妹妹，古德倫愛上齊格魯德，但齊格魯德卻不為所動，因為他所愛的是女武神布倫希爾德，齊格魯德給布倫希爾德載上了指環安德華拉諾特。然而，古德倫的哥哥古恩納爾想娶的也是布倫希爾德，但他知道能娶布倫希爾德的就只有齊格魯德，因為布倫希爾德曾發誓只有在公平對決中打敗她的人才可以娶她為妻。
古德倫的母親格莉希爾德（Grimhild，於《尼伯龍根之歌》中稱作「尤特」（Ute））給齊格魯德喝了「忘酒」，令他忘卻對布倫希爾德的愛。古恩納爾准許齊格魯德娶古德倫為妻，條件是幫他贏得布倫希爾德。齊格魯德化身成古恩納爾，打敗了布倫希爾德，從她手上拿走指環，並將之送給古恩納爾作為嫁妝。於是，古德倫與布倫希爾德在同一天出嫁。
在另一個故事版本裏，布倫希爾德被奧丁所罰而囚禁於一環火圈中。齊格魯德闖進火圈中，並答應會娶她為妻，但是齊格魯德受指環所詛咒。他與古恩納爾調換了身份，古恩納爾偽裝成他的模樣騎馬進入火圈，並把布倫希爾德拯救出來，布倫希爾德不知有詐，便嫁予古恩納爾。
後來，當布倫希爾德得悉自己被騙嫁予古恩爾納後，便告訴丈夫齊格魯德曾對她無禮，以作報復，古恩爾納便將齊格魯德殺死。古德倫悲痛欲絕，無法流淚，眾神都擔心她的生命。最後，當其姊向古德倫展示齊格魯德的屍首時，她終於流淚不止。古德倫為夫丈哀悼，並預言兇手（即其兄古恩爾納）之死。
古德倫後來嫁予阿特利（Atli，一譯艾特禮，此角色大致根據阿提拉而改編成）。在北部地區的版本，阿特利導致了古德倫一家之死。古德倫向阿特利家族復仇，殺死了他的兩個兒子埃爾普（Erip）和埃依梯爾（Eitil），並把他們的屍身製成食物給阿特利進食。在阿特利酩酊大醉時，古德倫說：
| "Thou giver of swords, / of thy sons the hearts All heavy with blood / in honey thou hast eaten; Thou shalt stomach, thou hero, / the flesh of the slain, To eat at thy feast, / and to send to thy followers. Thou shalt never call / to thy knees again Erp or Eitil, / when merry with ale; Thou shalt never see / in their seats again The sharers of gold / their lances shaping, (Clipping the manes / or minding their steeds.)" (Atlakviða, stanza 39—40.) | 「你兩個親生兒子的心肝肚腸， 已被你自己蘸了蜂蜜咽下肚。 劍術超群的君主， 你竟不忌憚鮮血淋漓的膻腥， 就著美酒大啖親生兒子血肉， 而且談笑風生饗敬四座高朋。」 「只可憐你再見不到親生兒子， 活蹦亂跳的埃爾普和埃依梯爾。 你再不能把他倆擁坐膝上， 自己呷著麥酒享受天倫樂趣。 只可憐你再見不到親生兒子， 他們端坐著把黃金賞給扈從， 把矛尖安裝在長矛的矛杆上， 騎馬駒玩耍梳理它們鬃毛。」 《埃達》，〈艾特禮的歌謠〉，石琴娥譯 |
她在阿特利的皇殿放火，殺死他和他的部下，然後繫石跳海自殺。然而海浪把她帶到瑞典，在那裏，她嫁給了另一個國王約納庫爾（Jónakr），並為他誕下了三個兒子哈姆迪爾（Hamdir）、蘇爾利（Sörli）及埃爾普（Erp）。
她與齊格魯德誕下的女兒斯萬希爾德（Svanhild）被埃尔马纳里克（Ermanaric）追求，後來她卻被指摘與他人通姦而被其丈夫所殺。古德倫亦為齊格魯德誕下兒子西格蒙德（Sigmund，其名取自齊格魯德的父親）。後來，斯萬希爾德的三個兒子於為其執仇時被殺。
在南部地區的故事版本中，古德倫的名字是克里姆希尔德，她殺死了她的兄弟，以獲取尼伯龍根的黃金，結果她被狄特里希·封·貝爾恩（中古高地德語：Dietrich von Bern，即狄奧多里克大帝）所殺。
而南部地區（包括德國/奧地利）的史詩中亦記載了一個名叫庫德倫（Kudrun）重要女角（自乃古德倫演變而來），但故事內容卻不太相同。
一些學者認為克里姆希尔德及霍思（Fosse）的角色乃受法蘭克國王西日爾一世（Sigebert I）之妻奧斯特拉西亞的布倫希爾德（Brunhilda of Austrasia）、阿提拉的最後一位皇后伊爾迪可（Ildiko）或希爾迪可（Hildico）、或法蘭克國王希爾佩里克一世（Chilperic I）的皇后弗蕾德貢德（Fredegund）的影響。

## 流行文化
- 1924年，弗里茨·朗與其妻特娅·冯·哈堡（Thea von Harbou）製作《尼伯龍根之歌：克里姆希尔德之復仇》（Die Nibelungen: Kriemhilds Rache）。克里姆希尔德由瑪格烈特·舍恩（Margarete Schön）飾演。
- 2009年5月5日，由J·R·R·托爾金根據《沃爾松格傳說》改編而成的《齊格菲與古德倫傳說》（The Legend of Sigurd and Gudrún）出版，古德倫是書中一個主要角色。[4]
- 2011年日本動畫，《魔法少女小圓》第10集所出現的角色鹿目圓的魔女化名字為(Kriemhild Gretchen)。
- 《Fate/Grand Order》（手機遊戲）：依據《尼伯龍根之歌》故事中的名子克里姆希爾德（Kriemhild），以Berserker職階登場。配音：古賀葵。

## 資料來源
1. 1 2  .   [2011-01-27]. （原始内容存档于2015-04-29）.
2. 1 2 3  魯剛主編（1989年）：《世界神話辭典》，146頁，沈陽：遼寧人民出版社，ISBN 7-205-00960-X 。
3. ↑  載於《Nordisk familjebok》（1904年）題為"Atle （页面存档备份，存于）"的文章
4. ↑  .   [2011-01-27]. （原始内容存档于2011-01-22）.

## 外部連結
- "Gudrun" Encyclopædia Britannica. 2010. Encyclopædia Britannica Online. 2010 （页面存档备份，存于）